# Среднеазиатские диалекты арабского языка
Среднеазиатские диалекты арабского языка, среднеазиатский арабский язык (араб. العربية الآسيوية الوسطى‎) — разновидности арабского языка, распространённые среди немногочисленных арабов Афганистана, Таджикистана и Узбекистана. Находятся на грани исчезновения. Арабские диалекты Средней Азии сильно отличаются от остальных известных разновидностей арабского языка и образуют самостоятельную группу диалектов.
Среднеазиатские диалекты были языком для множества оседлых и кочевых общин среднеазиатских арабов, которые обитали в районе Самарканда, Бухары, Кашкадарьи, Сурхандарьи (совр. Узбекистан), Хатлонской области (совр. Таджикистан) и в некоторых районах современного Афганистана (провинции Балх и Джаузджан). Среднеазиатский диалект имеет много общего с диалектами бедуинов Центральной Аравии и Ирака.
Первые арабы появились в Центральной Азии в VIII веке во время арабских завоеваний. После установления на этой территории власти халифа и принятия жителями этих земель ислама, арабский стал языком литературы и науки. Большинство среднеазиатских арабов жили в изолированных сообществах и не одобряли смешивания с местным населением вплоть до конца 60-х годов XX века. Это обстоятельство позволило арабскому языку сохраниться вплоть до XX века.
В конце XIX века многие арабские скотоводы покинули территорию современных Узбекистана и Таджикистана из-за того, что эти земли перешли во владение Российской империи и мигрировали на север Афганистана. В настоящее время эти арабы не владеют арабским языком и говорят на дари или узбекском (за исключением жителей нескольких арабоязычных селений). После возникновения СССР среднеазиатским арабам Узбекистана и Таджикистана пришлось отказаться от кочевого образа жизни, они стали смешиваться с узбеками, таджиками и туркменами. По данным переписи 1959 года арабским владело лишь 34 % среднеазиатских арабов, остальные назвали своим родным языком узбекский или таджикский. В настоящее время на среднеазиатском арабском языке говорят в пяти сёлах Сурхандарьи, Кашкадарьи и Бухары. Ещё в 1980-е годы сообщалось, что носителями этого языка являются в основном пожилые люди. В Узбекистане существуют два невзаимопонятных диалекта среднеазиатского арабского языка — кашкадарьинский и бухарский.
Многие годы изучением культуры, языка и фольклора среднеазиатских арабов СССР занимался Исаак Винников. В его труде «Язык и фольклор бухарских арабов» собрано 67 текстов, записанных со слов информаторов-арабов из кишлаков Джо́гари и Арабхана́ в возрасте 25—64 лет.